# Protoischnurus axelrodorum
Genre
Espèce
Protoischnurus axelrodorum, unique représentant du genre Protoischnurus, est une espèce fossile de scorpions de la famille des Hormuridae.

## Distribution
Cette espèce a été découverte dans la formation Crato au Ceará au Brésil. Elle date du Crétacé.

## Étymologie
Cette espèce est nommée en l'honneur d'Evelyn et Herbert Axelrod

## Publication originale
- Carvalho & Lourenço, 2001 : A new family of fossil scorpions from the Early Cretaceous of Brazil. Comptes Rendus de l’Académie de Sciences de Paris, Earth and Planetary Sciences, vol. 332, p. 711–716 (en).